# فضاء تآلفي
في الرياضيات ، الفضاء التآلفي بنية رياضية مجردة تعمم الخواص الهندسية التآلفية للفضاء الإقليدي . في فضاء تآلفي، يمكن للمرء أن يطرح نقاطاً ليحصل على متجه، أو يجمع متجه مع نقطة ليحصل على نقطة أخرى، لكن لا يمكن جمع نقطتين لعدم وجود نقطة المبدأ.
الفضاء التآلفي الوحيد البعد يدعى الخط التآلفي.
الفضاء الفيزيائي فهو ليس فقط فضاءً تآلفياً بل هو بنية مترية أيضاً وبشكل خاص بنية تشكيلية conformal structure.